# 2011 في ألبانيا
تحتوي هذه المقالة على أهم الأحداث التي شهدتها ألبانيا في 2011، إضافة إلى أهم الشخصيات الألبانية المتوفية في هذه السنة.

## الحكم
- رئيس الجمهورية: بامير توبي.
- رئيس الوزراء: صالح بريشا.

## أحداث

### يناير
- 21 يناير : نُشوب احتجاجات مُناهضة للحكومة في جميع أنحاء ألبانيا[1][2][3][4][5]

.